# Hondo (Texas)
Pour les articles homonymes, voir Hondo (homonymie).
La ville de Hondo est le siège du comté de Medina, dans l’État du Texas, aux États-Unis. Elle comptait 8 803 habitants lors du recensement de 2010. 
Hondo fait partie de l’agglomération de San Antonio.

## Source
- (en) Cet article est partiellement ou en totalité issu de l’article de Wikipédia en anglais intitulé « Hondo, Texas » (voir la liste des auteurs).